# یواس‌اس بوستون (اس‌اس‌ان-۷۰۳)

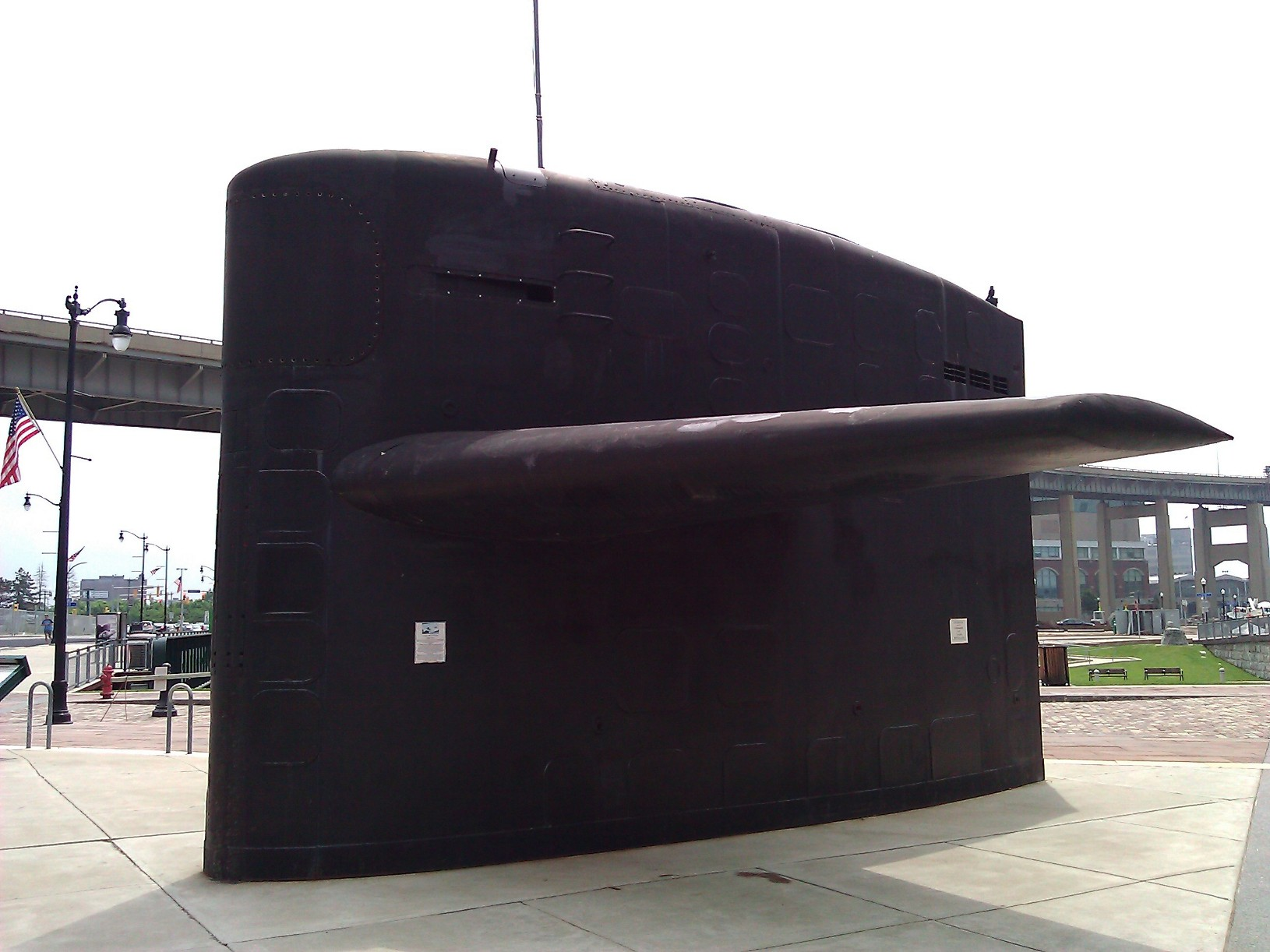

یواس‌اس بوستون (اس‌اس‌ان-۷۰۳) (به انگلیسی: USS Boston (SSN-703)) یک زیردریایی بود که طول آن ۱۱۰٫۳ متر (۳۶۱ فوت ۱۱ اینچ) بود. این زیردریایی در سال ۱۹۸۰ ساخته شد.